# سلموني (لون)

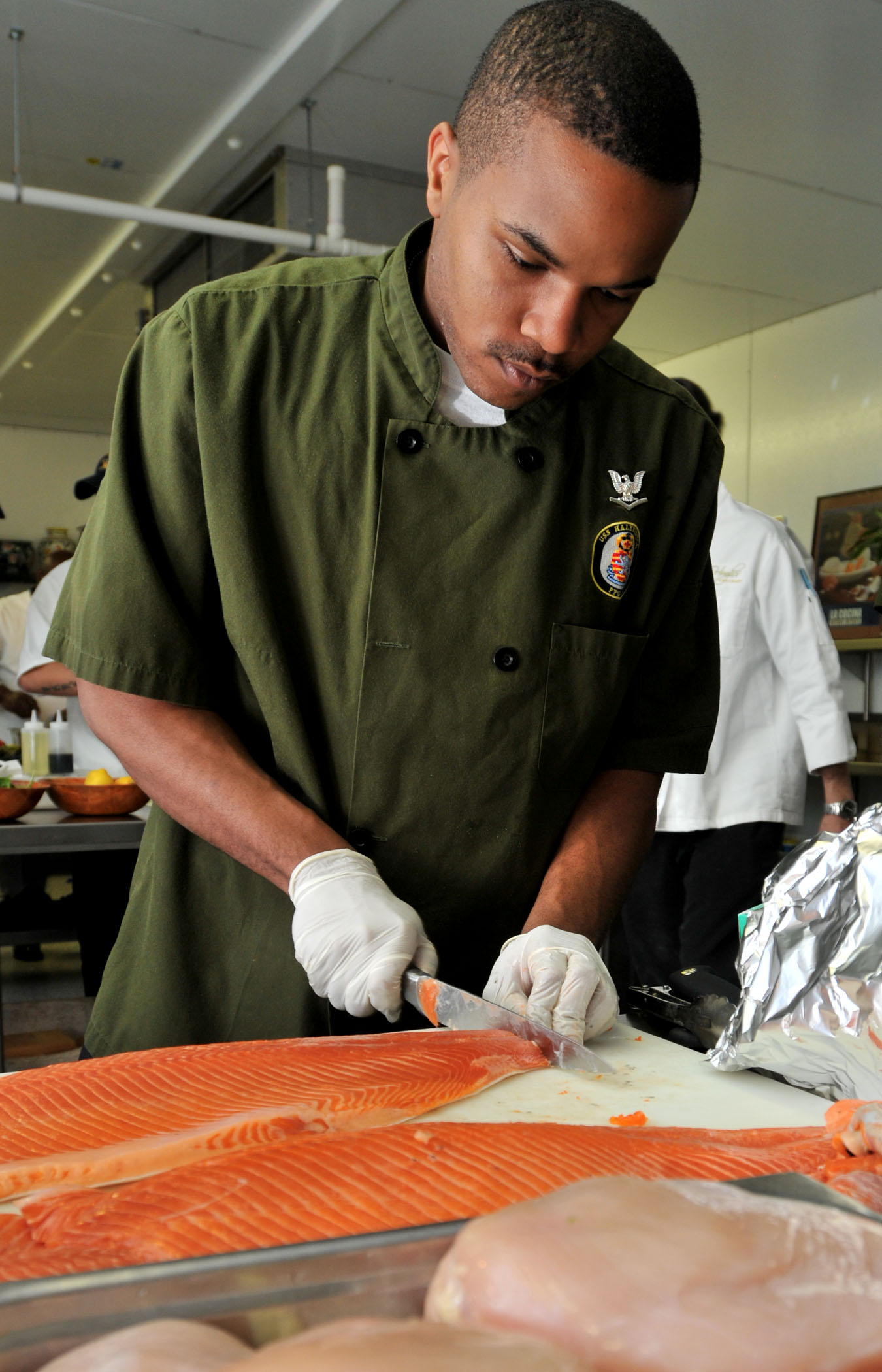
لحم سمك السلمون

اللون السلموني (بالإنجليزية: Salmon)‏ هو طيف يمتد من البرتقالي الشاحب إلى الزهري الفاتح وسمي اللون نسبةً للون لحم سمك السلمون. يتم عرض اللون السلموني في القالب على اليسار.
وسجل أول استخدام للسلموني كاسم لون في اللغة الإنجليزية في 1776.
اللون الفعلي للحم سمك السلمون يتفاوت من الأبيض تقريبا إلى الزهري الغامق، وهذا يتوقف على مستويات الأستازانتين كاروتينويد في غذاء الكريل والروبيان. يتم إعطاء سمك السلمون الذي يربى في مزارع الأسماك تلوين اصطناعي في طعامهم.

## تدرجات السلموني

### سلموني فاتح
يتم عرض اللون السلموني الفاتح في القالب على اليسار.
هذا هو اللون الذي يشبه اللون السلموني ولكنه أخف تركيزاً، وينبغي عدم الخلط بينه وبين السلموني الداكن.

### سلموني زهري
يتم عرض اللون السلموني الزهري في القالب على اليسار والذي يسمى السلموني ضمن ألوان طباشير كرايولا.
و إستحدث هذا اللون عن طريق كرايولا في عام 1949. انظر قائمة ألوان كرايولا.

### سلموني داكن
يتم عرض اللون السلموني الداكن في القالب على اليسار. هذا اللون يشبه اللون السلموني ولكن أغمق (أكثر تركيزاً). ويتم استخدامه في ألوان الويب في HTML و CSS.